# Антиоксиданс
Антиоксиданс је молекул који може да спречи оксидацију других молекула. Оксидација је хемијска реакција у којој се електрони преносе са оксидационог средства на неки молекул. У оксидационим реакцијама могу настати слободни радикали, који започињу ланчане реакције. Слободни радикали су реактивна једињења, која имају електрон вишка и зато ступају у реакције са другим молекулима, и на тај начин доводе до оштећења ћелијских структура. Антиоксиданси спречавају ланчане реакције у којима се оштећују други молекули у ћелијама, тако што се сами оксидују. Антиоксиданси су често редукциона средства (тиоли, полифеноли..).
Најзначајнији молекули у организму за спречавање оксидације ћелијских структура су: глутатион, витамин Ц, витамин Е, ензими (каталазе, супероксид дисмутазе, пероксидазе). Смањена концентрација антиоксиданаса у организму може довети до инхибиције антиоксидативних ензима, при чему настаје оксидативни стрес и може доћи до оштећења ћелија. Термин антиоксидант се такође користи за индустријске хемикалије које се додају током производње ради спречавања оксидације у синтетичкој гуми, пластици и горивима или као конзерванси у храни и козметици.
Није доказано да дијететски суплементи који се продају као антиоксиданти побољшавају здравље или спречавају болести код људи. Суплементи бета-каротена, витамина А и витамина Е немају позитиван ефекат на стопу смртности или ризик од рака. Поред тога, суплементација селеном или витамином Е не смањује ризик од кардиоваскуларних болести.

## Историја
Као део прилагођавања након морског живота, копнене биљке су почеле да производе неморске антиоксиданте као што су аскорбинска киселина (витамин Ц), полифеноли и токофероли. Еволуција биљака скривеносеменица пре између 50 и 200 милиона година резултирала је развојем многих антиоксидативних пигмената – посебно током јурског периода – као хемијске одбране против реактивних врста кисеоника које су нуспроизводи фотосинтезе. Првобитно, термин антиоксиданс се посебно односио на хемикалију која спречава потрошњу кисеоника. У касном 19. и раном 20. веку, опсежна истраживања су се концентрисала на употребу антиоксиданата у важним индустријским процесима, као што су превенција корозије метала, вулканизација гуме и полимеризација горива у чађењу мотора са унутрашњим сагоревањем.
Рана истраживања о улози антиоксиданата у биологији фокусирала су се на њихову употребу у спречавању оксидације незасићених масти, што је узрок ужеглости. Антиоксидативна активност се може мерити једноставним стављањем масти у затворену посуду са кисеоником и мерењем брзине потрошње кисеоника. Међутим, управо је идентификација витамина Ц и Е као антиоксиданата направила револуцију у овој области и довела до схватања значаја антиоксиданата у биохемији живих организама. Могући механизми деловања антиоксиданата су први пут истражени када је уочено да је супстанца са антиоксидативним деловањем вероватно она која се сама лако оксидује. Истраживање о томе како витамин Е спречава процес липидне пероксидације довело је до идентификације антиоксиданата као редукционих агенаса који спречавају оксидативне реакције, често уклањањем реактивних врста кисеоника пре него што могу да оштете ћелије.

## Здравствена истраживања

### Релација са дијетом
Иако су одређени нивои антиоксидативних витамина у исхрани потребни за добро здравље, још увек се води знатна дебата о томе да ли храна или додаци богати антиоксидантима имају дејства која спречавају болести. Штавише, ако су стварно корисни, непознато је који антиоксиданти промовишу здравље у исхрани и у количинама које прелазе типични унос у исхрани. Неки аутори оспоравају хипотезу да би антиоксидативни витамини могли да спрече хроничне болести, а неки изјављују да је хипотеза недоказана и погрешна. Полифеноли, који имају антиоксидативна својства ин витро, имају непознату антиоксидативну активност ин виво због опсежног метаболизма након варења и мало клиничких доказа о ефикасности.

### Интеракције
Уобичајени фармацеутски производи (и суплементи) са антиоксидативним својствима могу ометати ефикасност одређених лекова против рака и терапије зрачењем.

### Нежељени ефекти
Релативно јаке редукционе киселине могу имати антинутријентско дејство везивањем за дијеталне минерале као што су гвожђе и цинк у гастроинтестиналном тракту и спречавајући њихову апсорпцију. Примери су оксална киселина, танини и фитинска киселина, који присутни у знатним количинама при биљној исхрани. Недостатак калцијума и гвожђа није неуобичајен у исхрани у земљама у развоју где се једе мање меса и постоји велика потрошња фитинске киселине из пасуља и бесквасног хлеба од целог зрна. Међутим, клијање, намакање или микробиолошка ферментација су домаће стратегије које смањују садржај фитата и полифенола у нерафинисаним житарицама. Забележен је пораст апсорпције Fe, Zn и Ca код одраслих при исхрани дефитинизованим житарицама у поређењу са житарицама које садрже свој природни фитат.
| Храна                                             | Редукција присутне киселине |
| ------------------------------------------------- | --------------------------- |
| Какао зрна и чоколада, спанаћ, кораба и рабарбара | оксална киселина            |
| Цела зрна, кукуруз, махунарке                     | фитинска киселина           |
| Чај, пасуљи, купус                                | танини                      |

Високе дозе неких антиоксиданата могу имати штетне дугорочне ефекте. Испитивање ефикасности бета-каротена и ретинола (CARET) код пацијената са раком плућа открило је да су пушачи који су добијали додатке који садрже бета-каротен и витамин А имали повећану стопу рака плућа. Накнадне студије су потврдиле ове нежељене ефекте. Ови штетни ефекти могу се видети и код непушача, јер је једна метаанализа која укључује податке од приближно 230.000 пацијената показала да су суплементације β-каротеном, витамином А или витамином Е повезане са повећаном смртношћу, али није уочен значајнији ефекат од витамина Ц. Није опажен здравствени ризик када су све рандомизиране контролисане студије испитиване заједно, али је откривен пораст смртности када су одвојено студирана само испитивања ризика високог квалитета и ниске пристрасности. Како се већина ових ниско-пристрасних испитивања бави старијим особама, или особама са болестима, могуће је да ови резултати не одраавају дејство антиоксиданаса на општу популацију. Ову метаанализу су касније поновили и проширили исти аутори, потврђујући претходне резултате. Ове две публикације су у складу са неким претходним метаанализама које су такође сугерисале да суплементација витамином Е повећава смртност, а антиоксидативни суплементи повећавају ризик од рака дебелог црева. Бета-каротен такође може да допринесе повећању рака плућа. Све у свему, велики број клиничких испитивања спроведених на антиоксидативним суплементима сугерише да ови производи или немају никакав утицај на здравље или да узрокују мали пораст смртности код старијих или осетљивих група становништва.